# Квіринальський палац
Квірина́льський пала́ц (італ. Palazzo del Quirinale) — офіційна резиденція Президентів Італії, розташована на Квіринальському пагорбі в Римі.
Збудовано в 1573 році як літню резиденцію папи Григорія XIII (архітектор палацу — Доменіко Фонтана, кампаніли — Карло Мадерно).
Тривалий час у стінах палацу відбувалися конклави.
У 1-й половині XX століття палац облюбував король Віктор Еммануїл III.
В інтер'єрі будівлі — фрески Гвідо Рені та Мелоццо да Форлі.

## Колекції
З 1946 року всі вироби з срібла і покриті високим представництвом церемоніального президента Республіки, є найстаршою срібло італійський дизайн компанії Cesa 1882, які представляють собою унікальну колекцію.

## Галерея

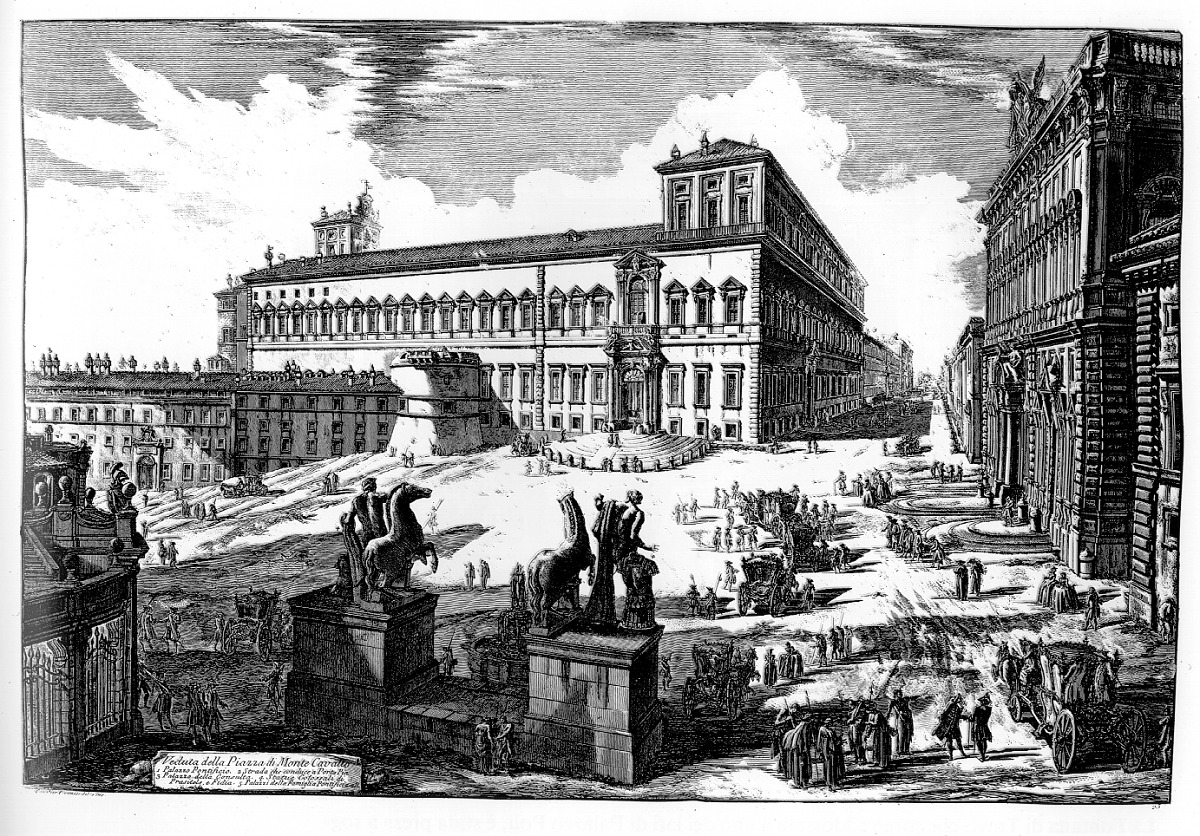
Гравюра
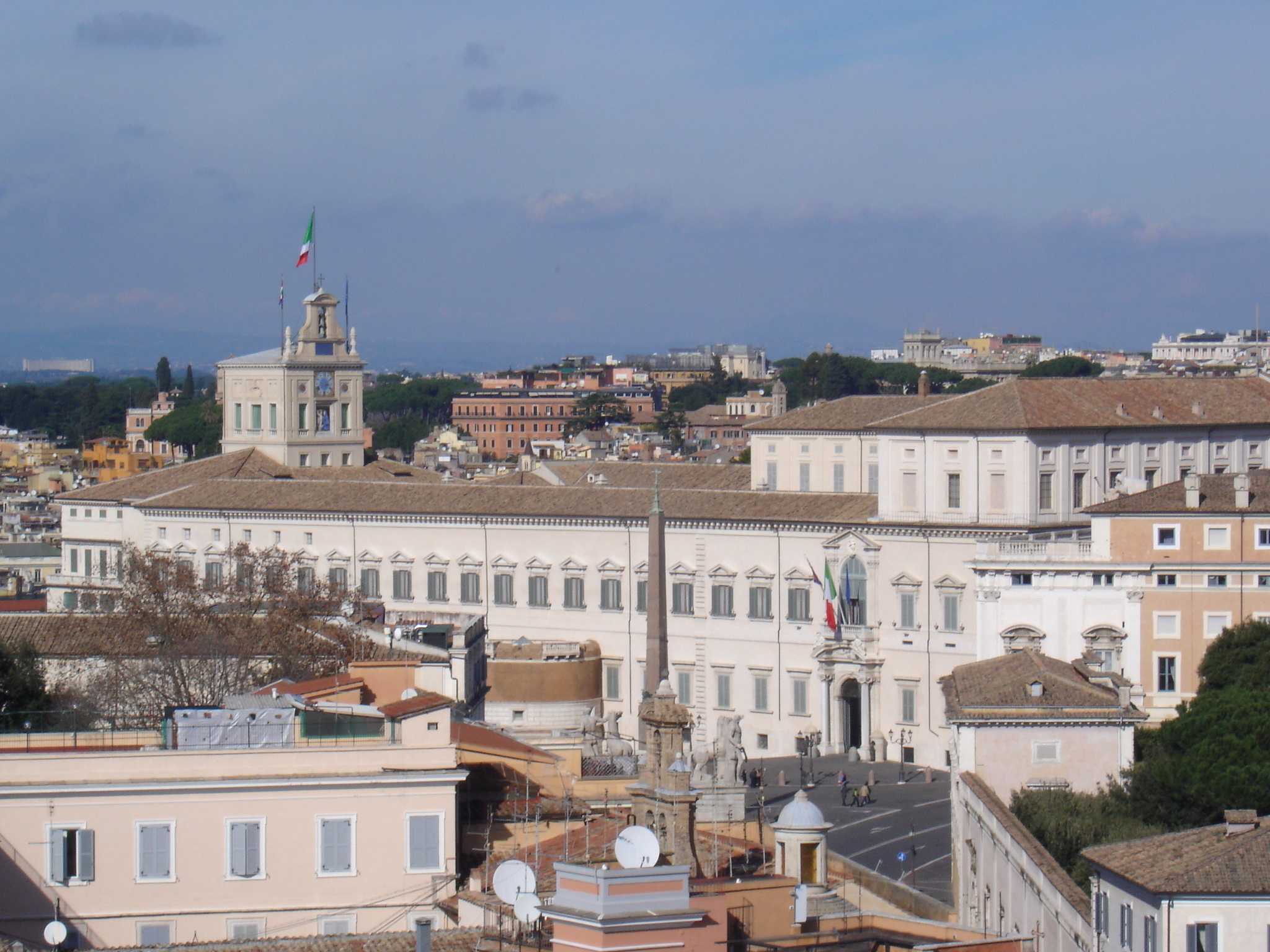
Вид з Торре делле Міліцьє
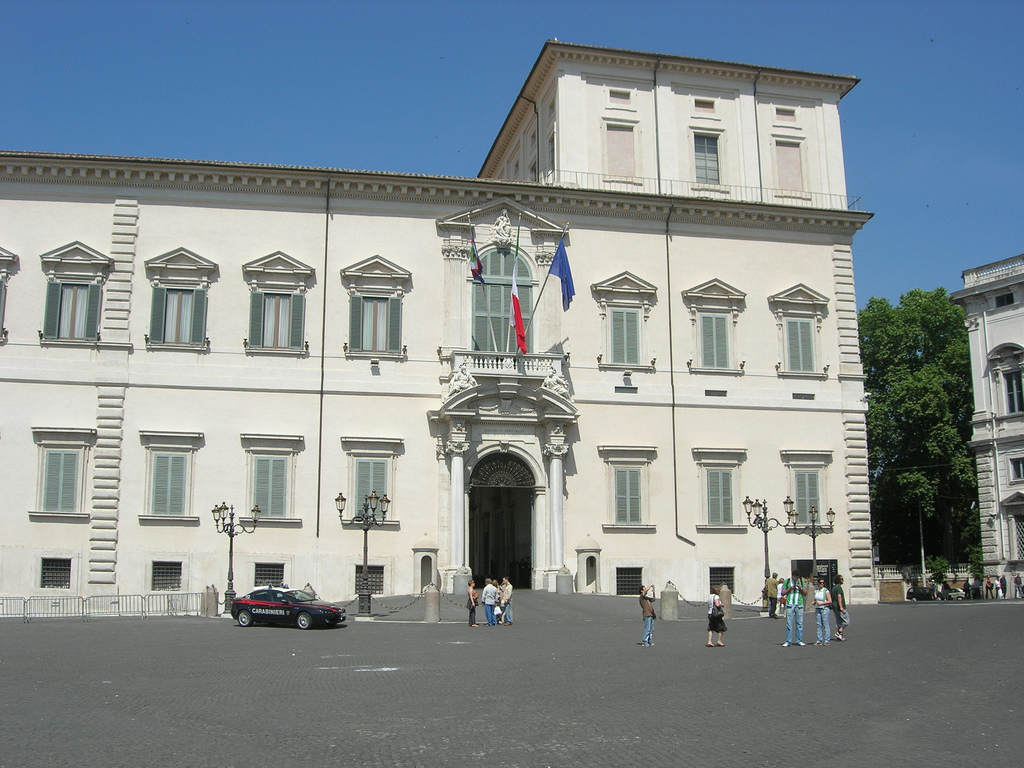
Головний вхід
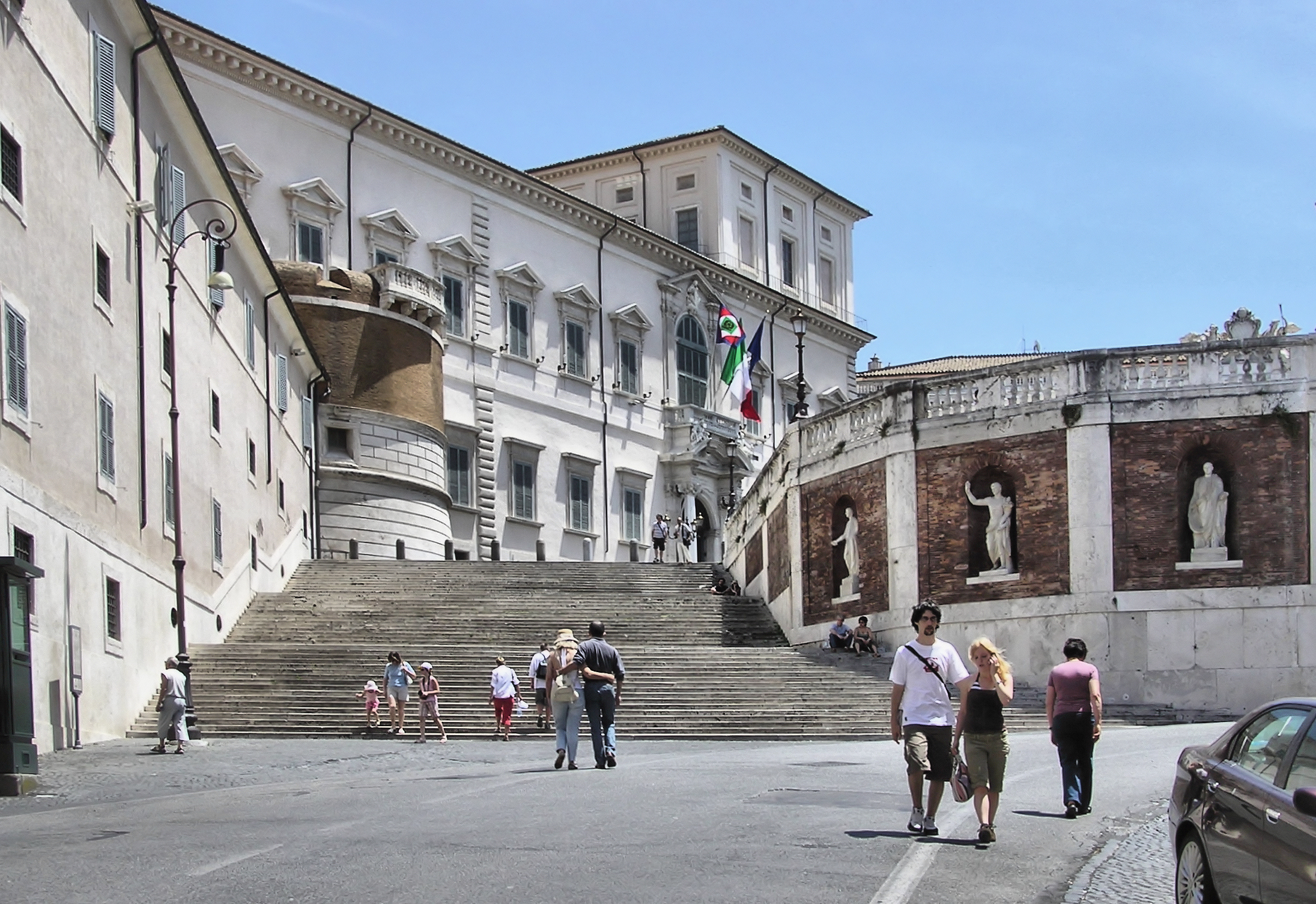
Вид на головний вхід
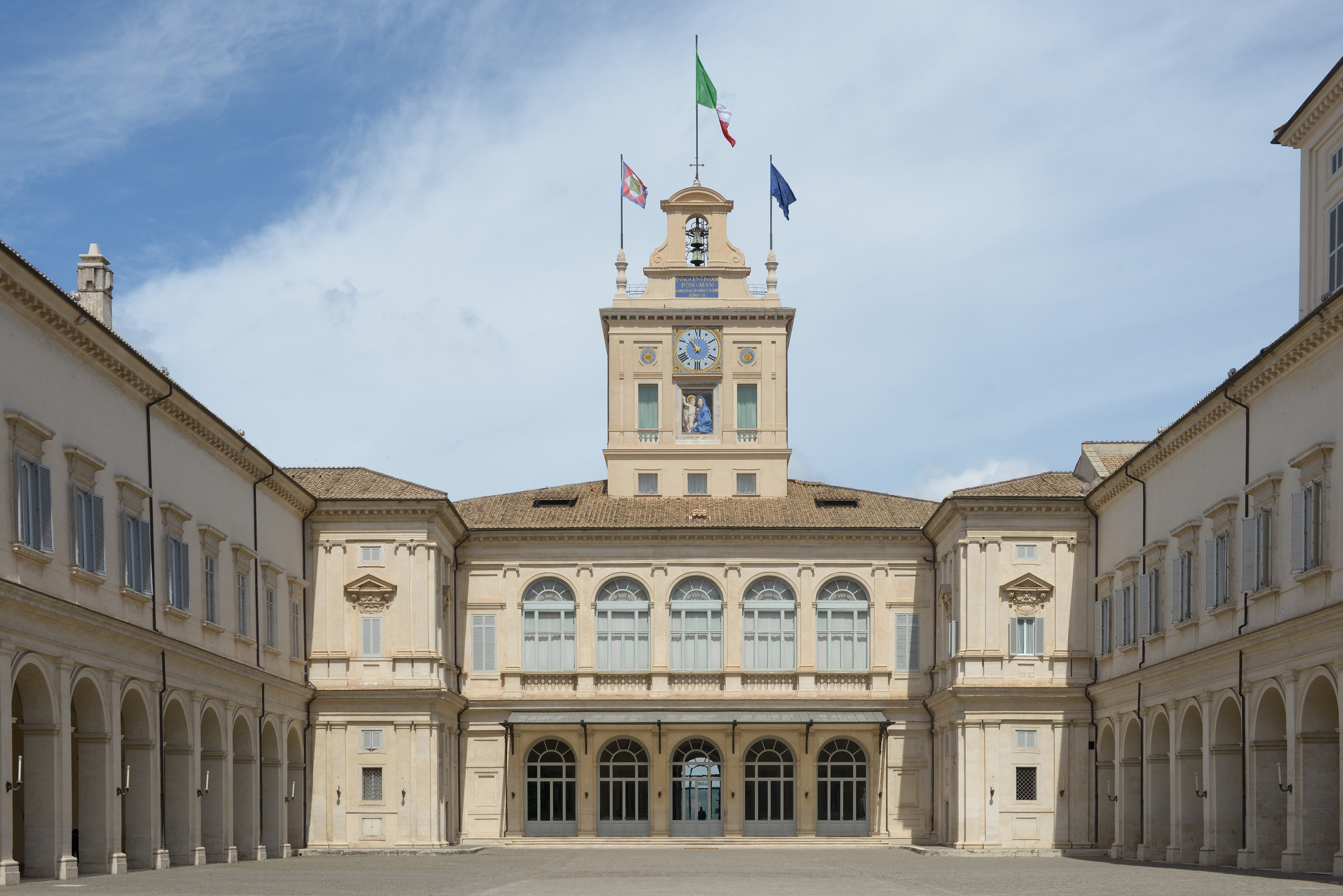
Дзвіниця з прапором
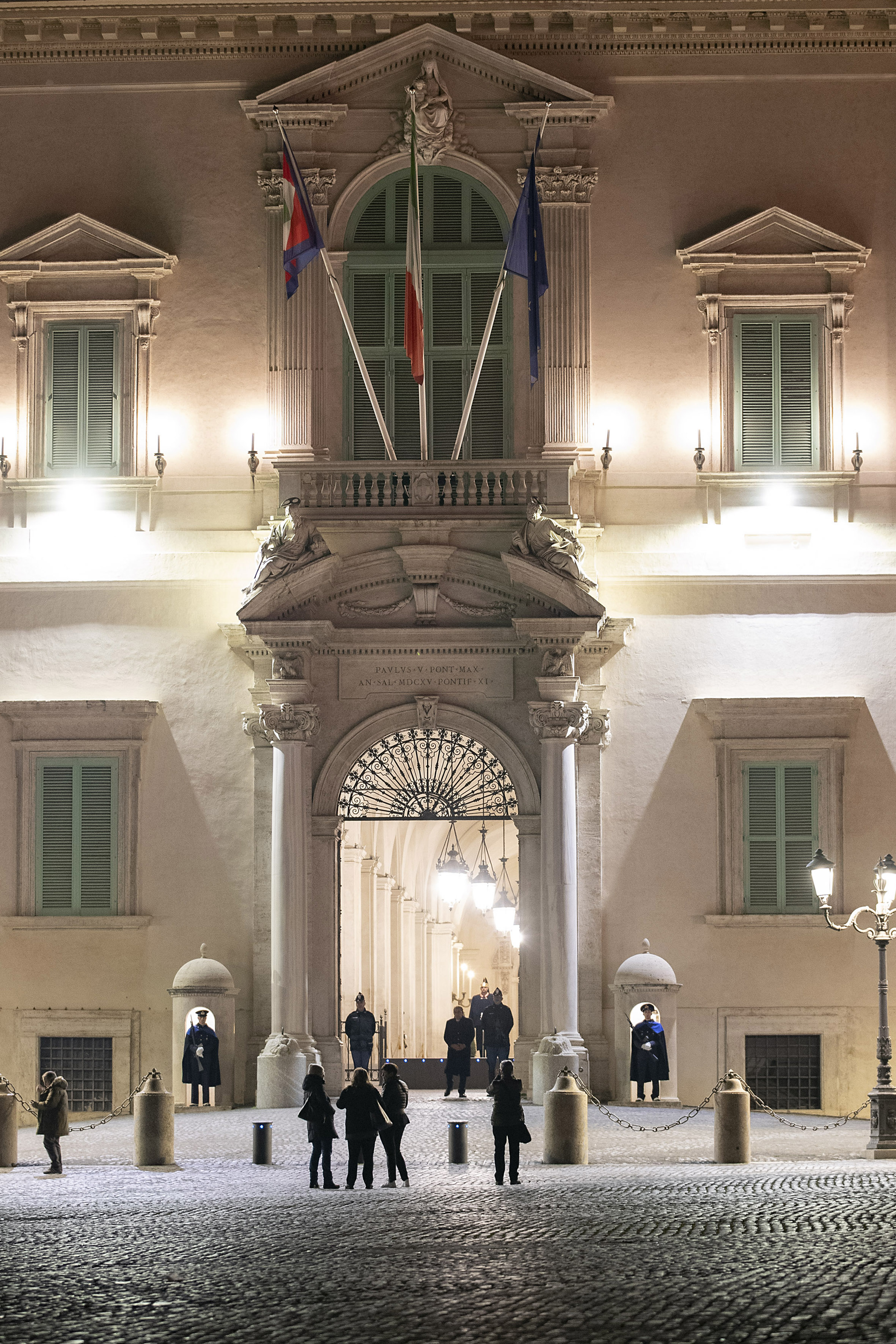
Портал
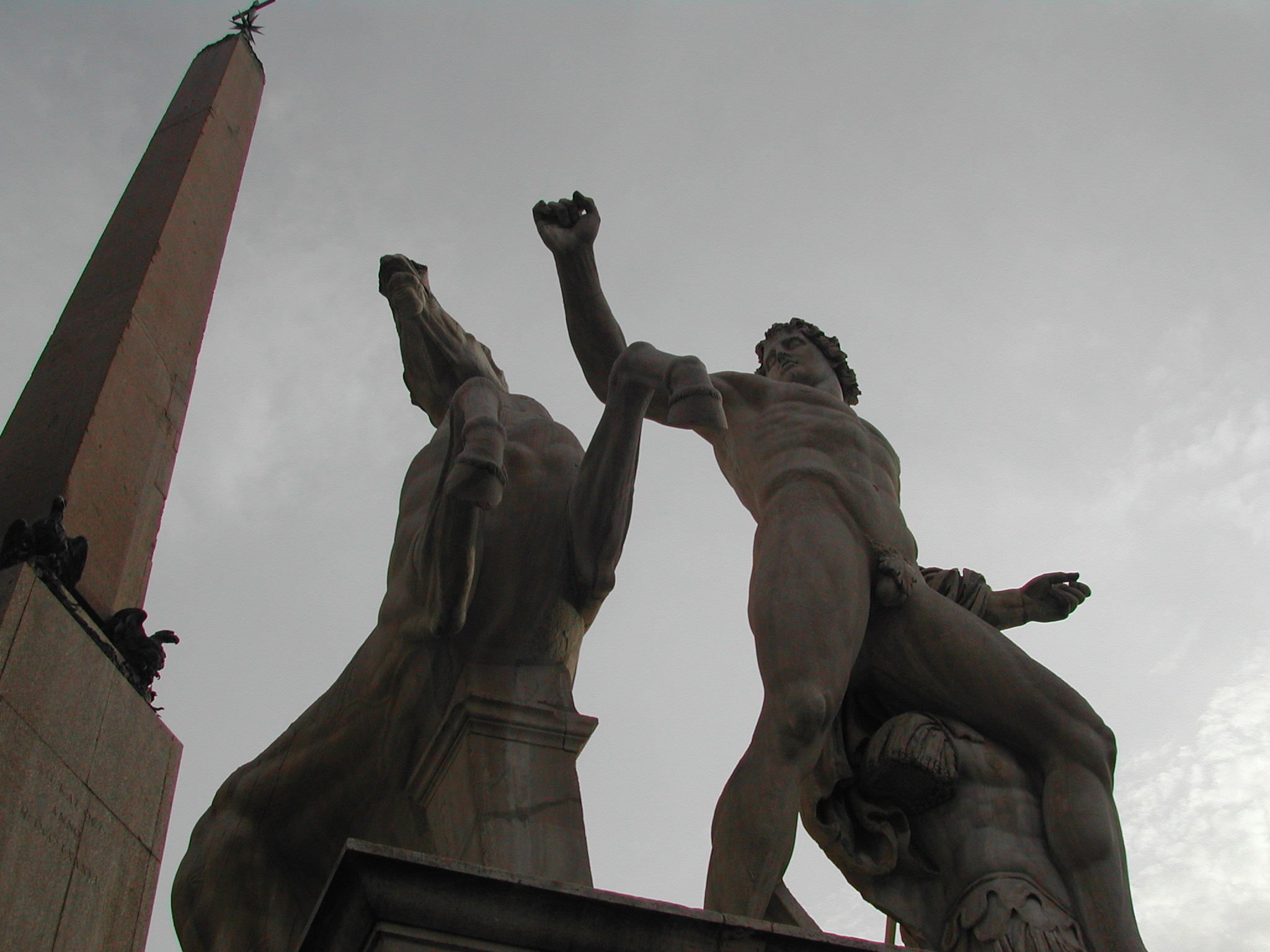
Діоскури
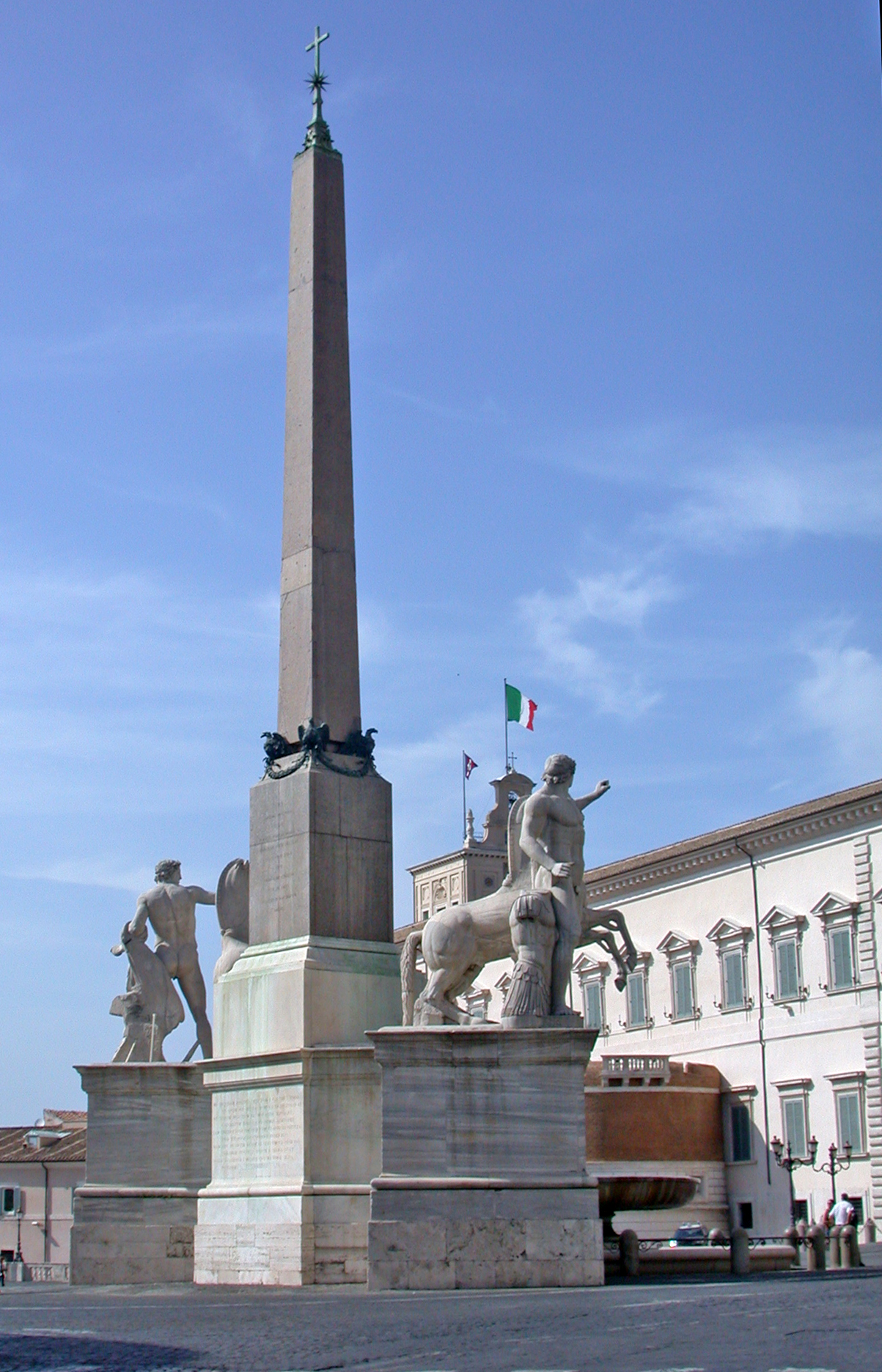
Обеліск